# Вознесенское наместничество
Вознесенское наместничество — административно-территориальная единица Российской империи. Административный центр — Вознесенск. Создано в начале 1795 года указом Екатерины II. Упразднено Павлом I в конце 1796 года.

## История
По Высочайшему указу 27 января 1795 года из части Екатеринославского наместничества выделено новое, Вознесенское наместничество с отнесением к нему в числе других соседних уездов и Елисаветградского уезда с городом Елисаветградом.
Указ военной коллегии об учреждении Вознесенского наместничества был получен в комендантской канцелярии крепости св. Елисаветы 23 мая 1795 года. Между прочим как из рапорта коменданта крепости ещё от 19 апреля, того года, на имя вице-губернатора Вознесенской губернии Георгия Гавриловича Герсеванова видно, что «приказано было отправить из крепости св. Елисаветы 5 орудий, с принадлежащими к оным чинами в Новомиргород, ко времени открытия новой Вознесенской губернии».
Постройка губернского города Вознесенска вдоль реки Буг, возле местечка Соколов, была поручена генерал-губернатору Зубову, для чего в его распоряжение была ассигнована необходимая сумма. Не успел ещё граф Зубов приступить к осуществлению своего плана — построить новый губернский город, как в следующем году, а именно 6 ноября 1796 года не стало уже «благодетельницы рода человеческого» Императрицы Екатерины II, со вступлением же на Всероссийский престол наследника Павла Петровича последовали значительные реформы.
В том же году все доходы Екатеринославской и Вознесенской губерний, предоставленные в распоряжение генерал-губернатора Зубова на постройку губернских городов Екатеринослава и Вознесенска, повелено было присоединить к общим государственным доходам, причём Екатеринославская губерния была снова переименована в Новороссийскую, самый же город Екатеринослав в Новороссийск. Вознесенская же губерния вовсе уничтожена, вследствие чего город Елисаветград вошёл снова в состав Екатеринославской губернии, переименованной в Новороссийскую. В это время Екатеринославским гражданским губернатором состоял тайный советник Иван Селецкий.

## Список чиновников Вознесенского наместничества на 1796 год
Генерал-губернатор — граф Платон Александрович Зубов, генерал-фельдцегмейстер

### В наместничества правлении
Правитель наместничества — князь Пётр Николаевич Оболенский, бригадир и ордена св. Равноапостольного Владимира 3 ст. кавалер

Советник — коллежский советник Иван Иванович Лорер

Советник — надворный советник Пётр Саввинович Девяткин

Секретарь — губернский секретарь Михайло Доброгорский

### В Палатах
Уголовного суда
Председатель и ордена св. Владимира 4 ст. кавалер Павел Никифорович Шарой

Советник — надворный советник и ордена св. Владимира кавалер Николай Васильевич Дуров

Советник — секунд майор Пётр Андреевич Медер

Асессор — секунд майор Иван Ефимович Ясникольский

Асессор — коллежский секретарь Кирила Бистрицкий

Секретарь — губернский секретарь Василий Келеповский
Гражданского суда
Председатель и кавалер ордена св. Владимира 4 ст. Андрей Иванович Милашевич

Советник — надворный советник Василий Ильич Шостак

Советник — коллежский асессор Яков Тимофеевич Стурдза

Асессор — секунд майор Андрей Аникеевич Родионов

Асессор — капитан Илья Булацель

Секретарь — губернский секретарь Николай Аврамов
В казённой палате
Поручик правителя — статский советник и ордена св. Владимира 4 ст. кавалер Дмитрий Фёдорович Глинка

Директор экономии — полковник и ордена св. Владимира 4 ст. кавалер Андрей Ильич Шостак

Советник таможенных дел — коллежский асессор Семён Семёнович Пестов

Советник экспедиции о ревизии душ — надворный советник Афанасий Лукич Батурин

Советник Винной и соляной экспедиции — инженер-капитан Леонтий Васильевич Игнатьев

Советник в Щетной экспедиции — секунд-майор Павел Ильич Шостак

Советник в воинской экспедиции — обер-провиантмейстер и кавалер Ананий Струков

Советник в экспедиции для строения — надворный советник Осип Яковлевич Качалов

Губернский казначей — титулярный советник Михайло Слоновский

Палатный асессор — коллежский секретарь Фёдор Попов

Асессор в винной экспедиции капитан Александр Медер

Асессор в соляной экспедиции — капитан Иван Булацель

Асессор в экспедиции казённых строений — капитан Иван Поповненков

Асессор в Щетной экспедиции — коллежский секретарь Андрей Савицкий

Палатный секретарь — поручик Карп Левицкий

Секретарь при директор экономии — коллежский регистратор Захар Павленков

Секретарь в таможенной экспедиции — коллежский регистратор Иван Долин

Секретарь в винной и соляной экспедиции — регистратор Григорий Яковлев

Секретарь в щетной экспедиции — губернский секретарь Фёдор Лукьянович
Губернский прокурор — коллежский асессор Роман Иванович Резанов

Губернский стряпчий казённых дел — Василий Яковлевич Бузовлев

Губернский стряпчий уголовных дел — титулярный советник Кондрат Лохвицкий
В совестном суде
Судья — надворный советник Василий Афанасьевич Иванов

Заседатель — подпоручик Яков Ерделий

Заседатель — подпоручик Степан Дербицыний
В верхнем земском суде
1 департамент
Председатель и ордена св. Владимира 4 ст. кавалер Михайло Якимович Магденко

Заседатель — комиссар Вицерент Иосиф Косовский

Заседатель — ротмистр Василий Булич

Заседатель — секунд-майор Иван Осипович Чечель

Заседатель — секунд-майор Иван Иванович Младенович

Заседатель — секунд-майор Григорий Антонович Юрашев

Секретарь город. — Тимофей Девляшевский
2 департамент
Председатель — надворный советник и ордена св. Владимира 4 ст. кавалер Андрей Григорьевич Паскевич

Заседатель — подпоручик — Илья Иванов

Заседатель — шамбелян князь Казимир Юрьевич

Заседатель — коморник Илья Забродский

Заседатель — коморник Матвей Свянтаковский

Секретарь — губернский секретарь Василий Демялович
Прокурор — титулярный советник Максим Карнеев

Стряпчий казённых дел — прапорщик Иван Вельсовский

Стряпчий уголовных дел — секунд-майор Николай Иванович Аргамаков
В губернском магистрате
в 1-м департаменте
Председатель — секунд-майор Алексей Иванович Лутковский

Секретарь — коллежский регистратор Влас Корецкий
Во 2 департаменте
Председатель — надворный советник Филипп Сергеевич Ефремов

Секретарь — гор. Иван Полунеев
Прокурор — секунд-майор Иван Николаевич Сурацель

Стряпчий уголовных дел — поручик Павел Трилицкий

Стряпчий казённых дел — губернский секретарь Иван Карташевский
В приказе общественного призрения
Председатель — правитель наместничества князь Пётр Николаевич Оболенский
секретарь — Матвей Сивцов
При наместничестском правлении — губернский предводитель генерал-майор Лев Денисьевич Давыдов
Губернский землемер — секунд-майор Иван Михайлович Пиварович

### В городах
В Вознесенске
городничий — секунд-майор Николай Иванович Вердеревский
В дворянской опеке — предводитель коллежский советник Емельян Иванович Седнев
В уездном суде
Судья — поручик Владимир Шкляревич

Заседатель — поручик Фёдор Бабанский

Заседатель — подпоручик Павел Тимофеев
В нижнем земском суде — исправник капитан Адам Погорельский

Заседатель — секунд-майор Илья Семёнович Ильянович

Заседатель — прапорщик Андрей Антонов
В Херсоне
городничий — секунд-майор Иван Никитич Долгинцев
В дворянской опеке — предводитель капитан Емельян Сочеванов
В уездном суде
Судья — премьер-майор Макар Иванович Кастамаров

Заседатель — артиллерии майор Николай Федоровчи Марьянич

Заседатель — секунд майор Александр Сергеевич Золотарёв

секретарь Василий Пркопович
В уездном казначействе — казначей коллежский асессор Иван Петрович Дубицкий
В нижнем земском суде — исправник капитан Николай Макухин
Заседатель — капитан Василий Быков

Заседатель — поручик Григорий Манюта

секретарь — Клим Харченко
В Елисаветграде
городничий — секунд-майор Павел Ильич Лазарев
В дворянской опеке — предводитель секунд-майор Иван Васильевич Михалча
В уездном суде
Судья — секунд-майор Александр Афанасьевич Кндауров

Заседатель — капитан Иван Золотарёв

Заседатель — поручик Степан Стойков

секретарь город. Фёдор Решетилов
В уездном казначействе — казначей коллежский асессор Иван Мержанов
В нижнем земском суде — исправник секунд-майор Александр Иванович Тулубьев
Заседатель — ротмистр Иван Славинский

Заседатель — подпоручик Иван Перц
В нижней расправе — судья полковой хорунжий Степан Ясинский
В Новомиргороде
городничий — надворный советник Василий Петрович Потемкин
В дворянской опеке — предводитель подполковник и ордена св. Георгия 4 кл. кавалер Иван Михайлович Вукотич
В уездном суде
Судья — секунд-майор Пётр Павлович Шмит

Заседатель — секунд-майор Степан Александрович Калистров

Заседатель — секунд-майор Яков Иванович Афанасьев

секретарь Моисей Мелешков Дубичинский
В уездном казначействе — секунд-майор Иван Иванович Керстич
В нижнем земском суде — исправник секунд-майор Александр Иванович Фондитрих
Заседатель — подпоручик Иван Войнов

секретарь — Фёдор Гриневский
В нижней расправе — судья секунд майор Иван Яковлевич Малявин
В Тирасполе
городничий —
В дворянской опеке — предводитель полковник князь Иван Родионович Канатакузин
В уездном суде
Судья — поручик Григорий Арановский

Заседатель — коллежский асессор Иван Константинович Макарескул

Заседатель — титулярный советник Константин Есопарит

секретарь Моисей Мелешков Дубичинский
В нижнем земском суде — исправник секунд-майор Иван Дут
Заседатель — секунд-майор Пантелей Хаджилий

секретарь — поручик Иван Богишевич
В Богополе
городничий — капитан Пётр Фонрыкгоф
В дворянской опеке — предводитель полковник секунд-майор Алексей Иванович Лутковский
В уездном суде
Судья — ротмистр Максим Кветка

Заседатель — коллежский асессор Иван Константинович Макарескул

Заседатель — стольник поветовый Иван Коленда

заседатель — поручик Василий Райчевич
В нижнем земском суде — исправник поручик Николай Гайской
Заседатель — прапорщик Иван Левицкий

секретарь — Павел Бураков
В Еленске
городничий — секунд-майор Осип Хоцянович
В дворянской опеке — предводитель надворный советник и ордена св. Станислава кавалер Флориан Самойлович Залеский
В уездном суде
Судья — капитан Алексей Чебановский

Заседатель — бывшей Балтянской таможни цолнер Иразм Крыжановский

Заседатель — прапорщик Семён Толстенков
В нижнем земском суде — секунд майор Иван Фёдорович Фитинг
Заседатель — прапорщик Михайло Косовский

Заседатель — корнет Григорий Радойчич

секретарь — Кирило Степаненко Безкровный
В Ольгополе
городничий — артиллерии капитан Фёдор Константинович Корбе
В нижнем земском суде — капитан Тимофей Комаров
Заседатель — капитан Василий Соколовский

Заседатель — шляхтич Томас Ярошевич
В Умани
городничий — поручик Игнатий Гампель
В нижнем земском суде — исправник секунд-майор Гаврило Прокофьевич Кузубов
Заседатель — поручик Афанасий Избаша

Заседатель — прапорщик Фёдор Бранкевич
В Екатеринополе
городничий — капитан Дмитрий Акимов
В дворянской опеке — предводитель бригадир Фёдор Андреевич Лопухин
В уездном суде
Судья — секунд-майор Павел Захарьевич Дабич

Заседатель — хорунжий ловчий Степан Гашанский

Заседатель — поручик Григорий Соколов
В нижнем земском суде — исправник секунд майор Григорий Петрович Булич
Заседатель — подпоручик Иван Казильбаш

Заседатель — прапорщик Козьма Змунчила
В Чигирине
городничий — секунд-майор и ордена св. Георгия 4 кл. кавалер князь Спиридон Николаевич Манвелов
В уездном казначейчтве — казначей капитан Максим Божков
В нижнем земском суде — исправник секунд майор Иван Ефимович Миронов
Заседатель — ротмистр Иван Банковский

Заседатель — прапорщик Илья Косюра
В Черкассах
городничий — секунд-майор Яков Карпов
В нижней расправе
Судья — секунд-майор Степан Фёдорович Козачковский
В нижнем земском суде — исправник поручик Иван Чорба
Заседатель — поручик Адам Бистрюм

Заседатель — поручик Алексей Милоданович
В приписных городах
В Очакове градоначальник — секунд майор Григорий Фёдорович Зорин

В Бериславе градоначальник — надворный советник Пётр Иванович Гриднев

В Григориополе градоначальник — капитан Павел Туманов

В Николаеве градоначальник — секунд-майор Пётр Ефимович Вороновский

В Дубоссарах градоначальник — коллежский асессор Дмитрий Цветинович

В Одессе ИО коменданта — Григорий Кирьяков

В Овидиополе ИО коменданта Христофор Штемпель

### В таможнях
В Очаковской портовой
Директор премьер-майор Михайло Кирьяков

Контролёр поручик Фёдор Пищанский

Цолнер — титулярный советник Константин Андреяш

Карантинный начальник — полковник Иван Карпов

Надзиратель — корнет Пётр Навроцкий

Надзиратель — корнет Григорий Презент
В Дубоссарской пограничной
Директор секунд-майор Алексей Кирьяков

Контролёр — капитан Андрей Филатов

Инспектор — провинциальный секретарь Иван Аржаников

Кассир — прапорщик Павел Вучков

Варь- и Стемпельмейстер — прапорщик Марка Кузевский
Карантинный начальник — полковник Константин Филодор

Надзиратель — прапорщик Андрей Хотинский

Надзиратель — прапорщик Александр Шепелев
В отпускных заставах
В Херсонской Цолнер — титулярный советник Андрей Иельников

В Николаевской Цолнер — капитан Матвей Бао

В Овидиопольской инспектор — коллежский секретарь Иван Данкевич

В Парканах — поручик Фёдор Христофоров

В Чобурчи — подпоручик Тимофей Быстрицкий

В Яске — прапорщик Василий Половнев

В Овидиополе — коллежский переводчик Юрий Желепов

В Одессе прапорщик Григорий Кучерев

При устье лимана Тилигульского по правой стороне подпоручик Лука Апышков
По границе с Молдавией от Егорлика по левому берегу реки Днестра до границы Брацлавской губернии
капитан Иван Баля, корнет Григорий Данилевский, прапорщик Семён Коминский.